# Le Ferriere
Le Ferriere is een plaats (frazione) in de Italiaanse gemeente Latina.